# Aero A.300
Die Aero A.300 war ein tschechoslowakischer zweimotoriger Bomber aus der zweiten Hälfte der 1930er-Jahre. Es wurde nur ein Prototyp gebaut.

## Entwicklung
Die A.300 beruht auf einer Ausschreibung des tschechoslowakischen Verteidigungsministeriums von Januar 1936 (č.j.23-302 dův. II/3.36) für ein mittleres Bomber mit 470 km/h Höchstgeschwindigkeit und einer Reichweite von 1400 km bei 1000 kg Bombenlast, wobei die Verwendung des Bristol-„Mercury“-Motors (dessen Lizenzbau in der ČSR unter der Bezeichnung Walter „Merkur“ IX vorbereitet wurde) vorgeschrieben war. Aero-Konstrukteur Antonin Husnik orientierte sich bei der Entwicklung am Passagierflugzeug A.204 von 1936, dem nicht realisierten Projekt A.206 sowie dem Bomber A.304. Unterschiede zum Vorgänger waren stärkere Triebwerke, ein großzügiger verglaster Rumpfbug und statt des Normalleitwerks ein verstärktes, in zwei Endscheiben integriertes und an der Rumpfoberkante befestigtes Doppelleitwerk. Auf dem Rumpfrücken hinter der Kabine und in der Rumpfunterseite befanden sich je ein ausfahrbarer MG-Stand, ein weiterer im Bug.
Ein Modell der A.300 konnte auf der Prager Luftfahrtausstellung der Öffentlichkeit präsentiert werden. 1938 war der Bau des Prototyps abgeschlossen, so dass im April 1938 die Flugerprobung in Prag-Kbely beginnen konnte, die jedoch aufgrund von Problemen mit dem Einziehfahrwerk der Firma Pantof unterbrochen werden musste. Darüber hinaus tauchten Probleme mit dem tschechoslowakischen Treibstoff Bi-bo-li auf, der den britischen Vorgaben nach Treibstoff von 87 Oktan nicht entsprach (weshalb man auf den eher unüblichen Treibstoff der Firma Veedol auswich). Trotzdem konnte das VTLÚ den Prototyp am 4. August 1938 für weitere Tests übernehmen. Bereits im September 1937 hatte Griechenland Interesse an einer Lizenzvergabe bekundet und verhandelte über den Bau von 20 A.300. Die deutsche Okkupation von 1939 beendete jedoch jegliche Bestrebungen in dieser Hinsicht. Der Prototyp wurde beschlagnahmt und bei Focke-Wulf in Bremen einigen Tests unterzogen. Er überstand den Zweiten Weltkrieg nicht.

## Technische Daten

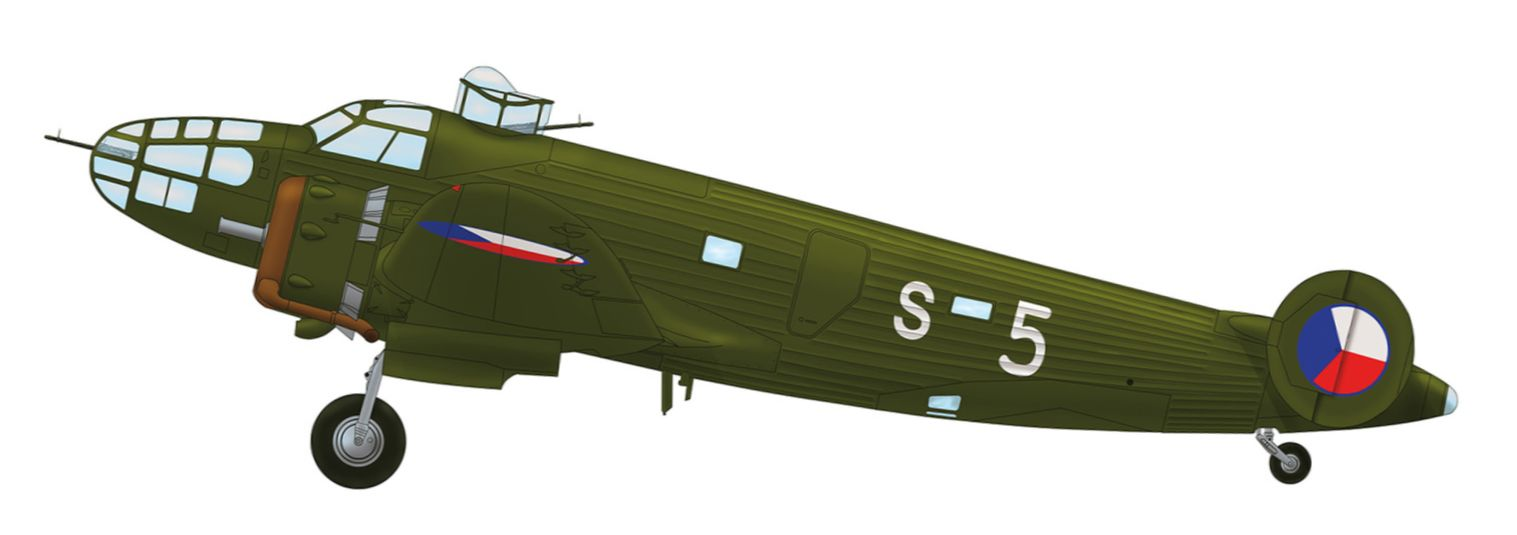
Aero A.300.1, Prototyp, Sommer 1938

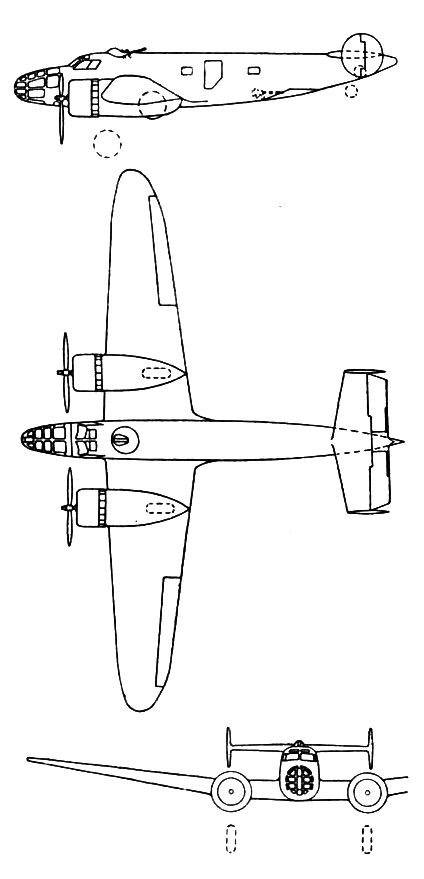
Dreiseitenansicht

| Kenngröße             | Daten |
| --------------------- | --- |
| Besatzung             | 4 (Pilot, Navigator, Bomben- und Bordschütze) |
| Länge                 | 13,50 m |
| Spannweite            | 19,05 m |
| Flügelfläche          | 45,5 m² |
| Flügelstreckung       | 8,1 |
| Leermasse             | 4337 kg |
| Startmasse            | 6040 kg |
| Flächenbelastung      | 132,7 kg/m² |
| Leistungsbelastung    | 3,6 kg/PS |
| Flächenleistung       | 37,8 PS/m² |
| Höchstgeschwindigkeit | 376 km/h in Bodennähe 456 km/h in 5960 m Höhe |
| Marschgeschwindigkeit | 430 km/h |
| Steigzeit             | 1,96 min auf 1000 m 5,35 min auf 3000 m 9,1 min auf 5000 m                                                                                               |
| Dienstgipfelhöhe      | 9400 m |
| Reichweite            | normal 900 km maximal 1200 km mit max. Bombenlast 611 km                                                                                                 |
| Triebwerke            | zwei luftgekühlte Neunzylinder-Sternmotoren Bristol Mercury IX mit je 830 PS (610 kW)                                                                    |
| Bewaffnung            | ein bewegliches 7,92-mm-MG ČZ vz. 30 im Rumpfbug ein bewegliches 7,92-mm-MG vz.30 im Rumpfrücken ein bewegliches 7,92-mm-MG vz.30 in der Rumpfunterseite |
| Abwurfmunition        | 1000 kg Bomben |